# Otto Rosenthal (Chemiker, 1881)
Otto Rosenthal (* 12. März 1881 in Nürnberg; † 29. Februar 1924 ebenda) war ein deutscher Chemiker und Unternehmer.

## Leben
Seine Eltern waren Jakob Rosenthal und Karoline (Lina), geborene Schloß. Sein Vater betrieb einen Kurz-, Weiß- und Wollwarenladen in der Gostenhofer Hauptstraße.
Rosenthal absolvierte im Sommer 1900 das Realgymnasium in Nürnberg und begann sein Studium an der elektrochemischen Abteilung der Technischen Hochschule Darmstadt. Nach dem zweiten Semester leistete er seinen Militärdienst als Einjährig-Freiwilliger in der Bayerischen Armee ab. Im Oktober 1902 setzte er seine chemischen Studien an der TH München fort und wurde nach dem Hauptexamen 1904 Diplom-Ingenieur. Er setzte sein Studium im Oktober an der Ludwig-Maximilians-Universität München fort und wurde 1906 mit der Arbeit „Über Verbindungen des vierwertigen Zinns mit fünfwertigem Vanadin, Phosphor und Arsen“ zum Dr. phil. promoviert.
Er gründete die „Chemische Fabrik Nürnberg-Wetzendorf“, die bis 1939 bestand.
Im Ersten Weltkrieg war er zunächst Unteroffizier im 8. Feldartillerie-Regiment „Prinz Heinrich von Preußen“, wurde dann Leutnant und bei Kriegsende zum Oberleutnant befördert sowie mit beiden Klassen des Eisernen Kreuzes ausgezeichnet.
Am 27. Juli 1921 heiratete er die Studentin der Kunstgeschichte Maria Julia Metzger (*12. März 1897 in Nürnberg –1987). Ihr Vater Otto Metzger war Inhaber der Branntweinbrennerei „Metzger & Böhm“ in Mögeldorf. Ihr Sohn Hans Heinrich wurde am 11. Juni 1922 geboren. 
Otto Rosenthal erlag den Folgen einer Kriegserkrankung. Bei der Beerdigung am 29. Februar 1924 hielt der Rabbiner Isaak Heilbronn (1880–1943) die Grabrede.